# UCI-Trial-Weltcup 2021
Beim UCI-Trial-Weltcup 2021 wurden durch die Union Cycliste Internationale die Weltcupsieger im Trial ermittelt.

## Ablauf

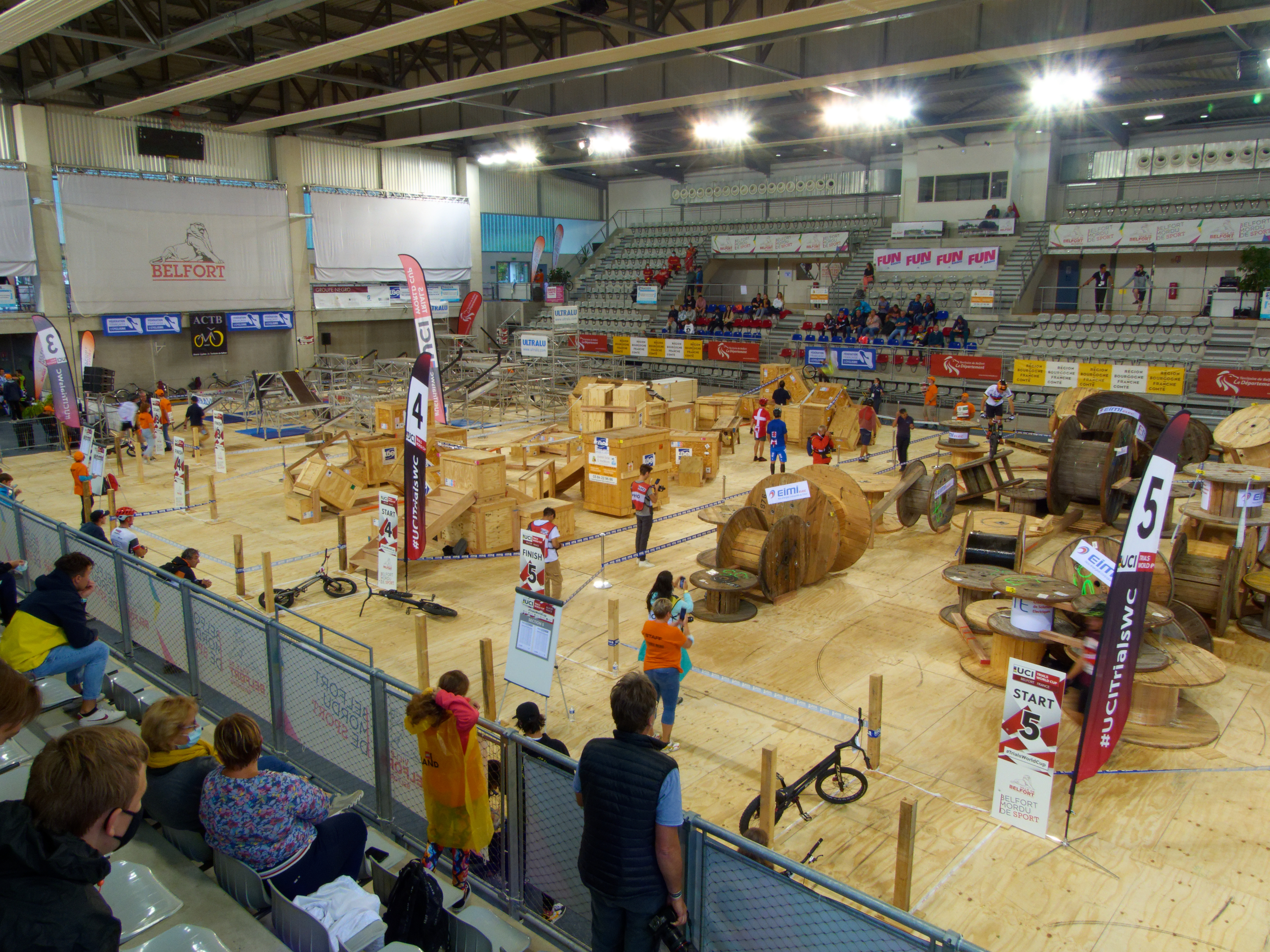
Der Parcours in der Turnhalle von Belfort

Nachdem 2020 der Weltcup infolge der Corona-Pandemie ausgefallen war, wurde für 2021 ein Programm mit drei Runden angekündigt, in Salzburg, Wadowice sowie in Belfort. Doch auch in diesem Jahr machte die Pandemie die Pläne zunichte; die Veranstaltung in Salzburg wurde erst verschoben und dann abgesagt, wie zuvor schon die von Wadowice. Damit blieb nur ein Lauf übrig:
- Belfort: 17.–19. September

Der Parcours in Belfort wurde eigens in und um die Sporthalle Le Phare aufgebaut.

## Männer 20 Zoll
Der Weltcup wurde von 55 Fahrern bestritten. Im Finale der besten sechs Fahrer lagen drei Fahrer gleichauf; sie wurden nach ihrem Ergebnis im Halbfinale platziert.
| Platz | Name               | Punkte               |
| ----- | ------------------ | -------------------- |
| 1     | Alejandro Montalvo | 40+60+60+60+30 = 250 |
| 2     | Eloi Palau         | 40+60+60+50+30 = 240 |
| 3     | Dominik Oswald     | 40+60+60+30+50 = 240 |
| 4     | Borja Conejos      | 40+60+60+30+50 = 240 |
| 5     | Thomas Pechhacker  | 40+50+60+20+50 = 220 |
| 6     | Charlie Rolls      | 20+50+60+20+40 = 190 |

## Männer 26 Zoll
In der 26-Zoll-Klasse gab es 36 Teilnehmer. Für die Plätze 3 bis 5 im Finale war die Zahl der mehr gefahrenen 60-Punkte-Sektionen ausschlaggebend.
| Platz | Name             | Punkte               |
| ----- | ---------------- | -------------------- |
| 1     | Julen Saenz      | 60+60+60+60+30 = 270 |
| 2     | Vincent Hermance | 40+60+60+60+30 = 250 |
| 3     | Marti Vayreda    | 60+60+60+30+30 = 240 |
| 4     | Daniel Barón     | 50+60+60+40+30 = 240 |
| 5     | Oliver Widmann   | 50+50+60+50+30 = 240 |
| 6     | Nicolas Vallée   | 50+40+60+50+30 = 230 |

## Frauen
Im Frauen-Weltcup gab es 20 Teilnehmerinnen. Für die Plätze 3 und 4 bzw. 5 und 6 im Finale waren die mehr gefahrenen Runden mit 40 bzw. 50 Punkten ausschlaggebend.
| Platz | Name             | Punkte               |
| ----- | ---------------- | -------------------- |
| 1     | Nina Reichenbach | 40+60+50+50+50 = 250 |
| 2     | Vera Barón       | 10+50+60+50+50 = 220 |
| 3     | Manon Basseville | 40+30+40+10+40 = 160 |
| 4     | Hilda Andersson  | 30+40+20+30+40 = 160 |
| 5     | Larena Hees      | 10+20+20+30+50 = 130 |
| 6     | Eliška Hríbková  | 30+10+30+40+20 = 130 |